# Itanos

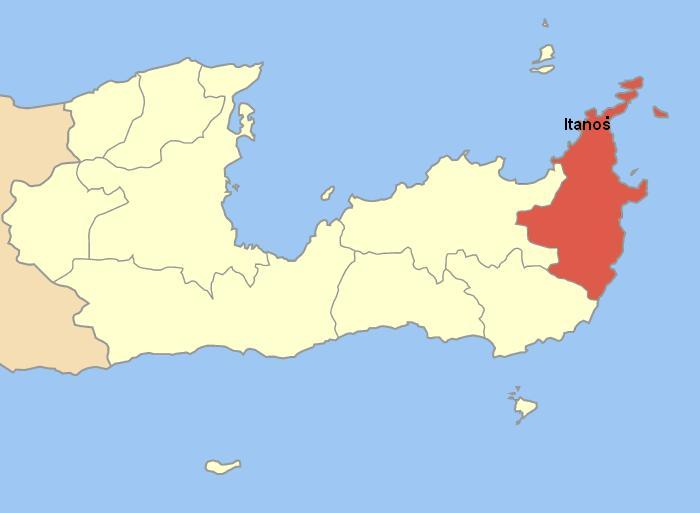
Localització de l'antiga ciutat de Itanos en el mapa

Itanos (llatí Itanus, grec Ίτανος) va ser una ciutat antiga de la costa nord-est de Creta, prop del cap Itanos. Segons Heròdot els colons de Tera (Thera, avui Santorí) que van fundar Cirene, devien el seu coneixement de la costa a un venedor de porpra d'Itanus anomenat Corobios. Les monedes de la ciutat presenten motius que recorden a una deessa fenícia.
L'actual municipi d'Ítanos, a la prefectura de Lassithi, porta el seu nom. Les restes arqueològiques de l'antiga ciutat es poden visitar a Erimopolis, en l'actual districte de Itanos.
Les restes arqueològiques són obertes al públic. Allà s'hi poden veure restes de cases, les muralles de la ciutat així com esglesies catòliques. S'hi varen trobar moltes inscripcions en Grec; la més famosa, guardada avui dia al monestir de Toplou, relata una decisió del senat romà sobre conflictes i disputes territorials d'Itanos amb les ciutats veïnes de Praisos i Ieràpetra.
Les restes han sigut excavades recentment per un equip internacional sota la supervisió de l'Escola Francesa d'Atenes i el Archaeological Ephoria.

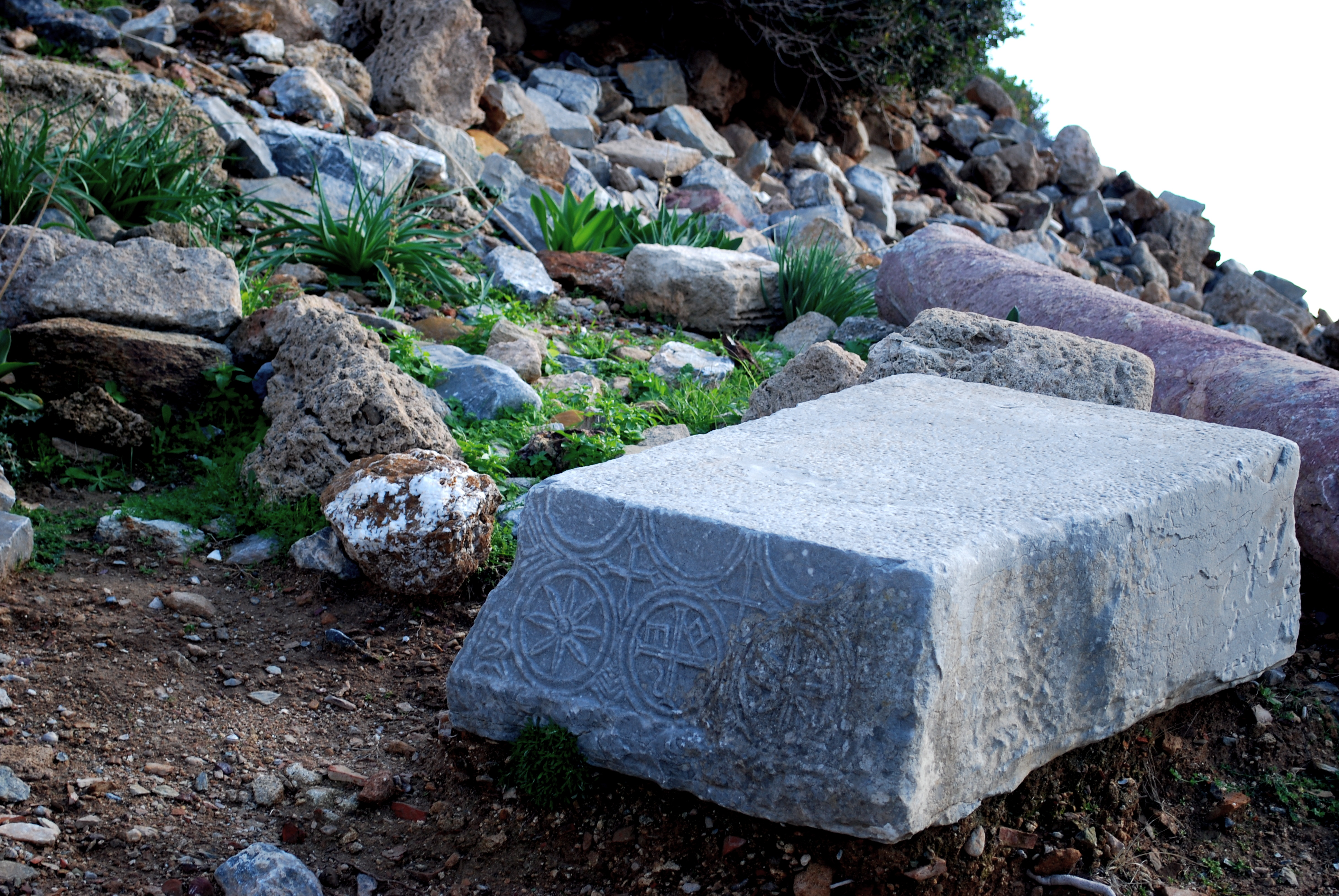
Lloses de la Basílica
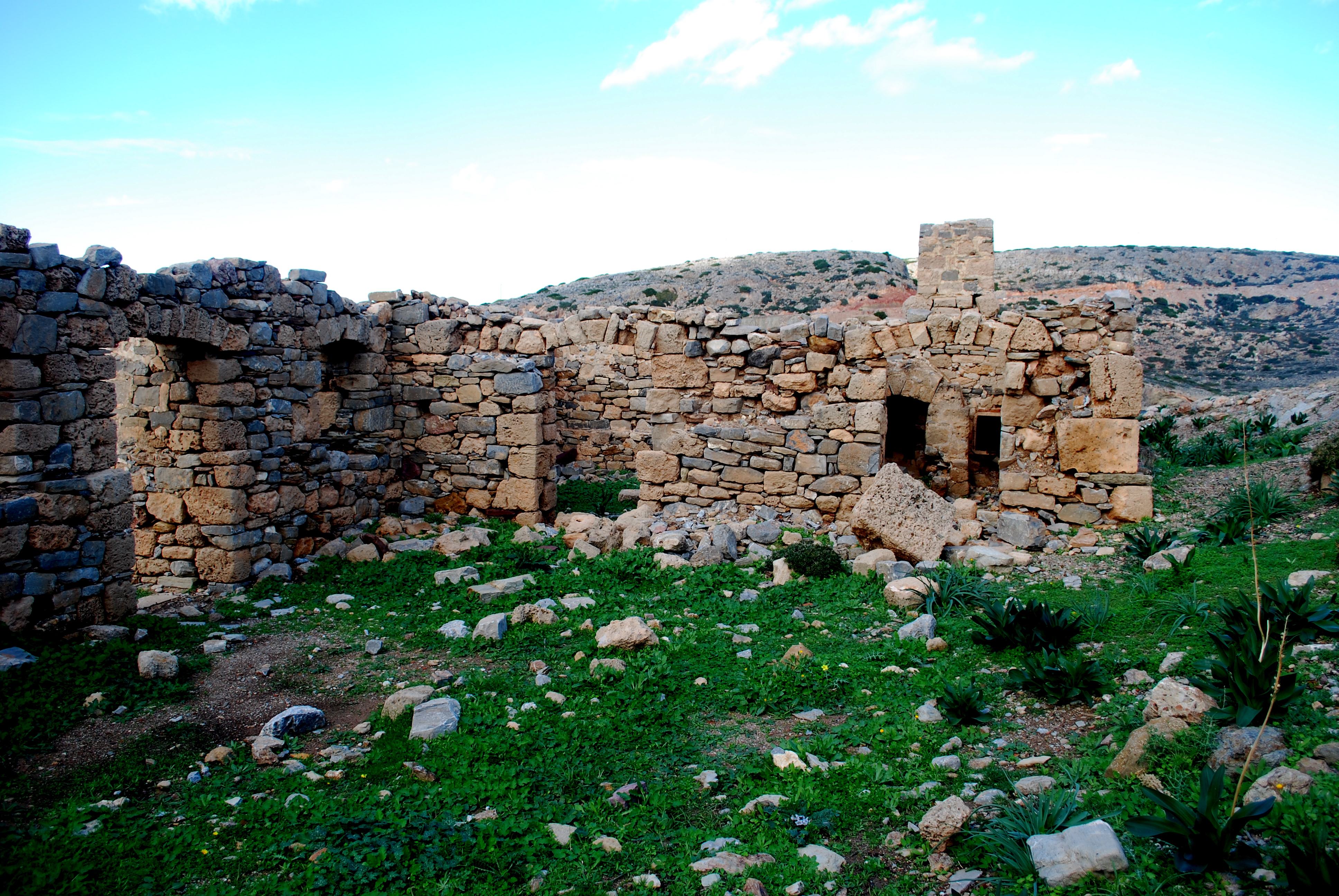
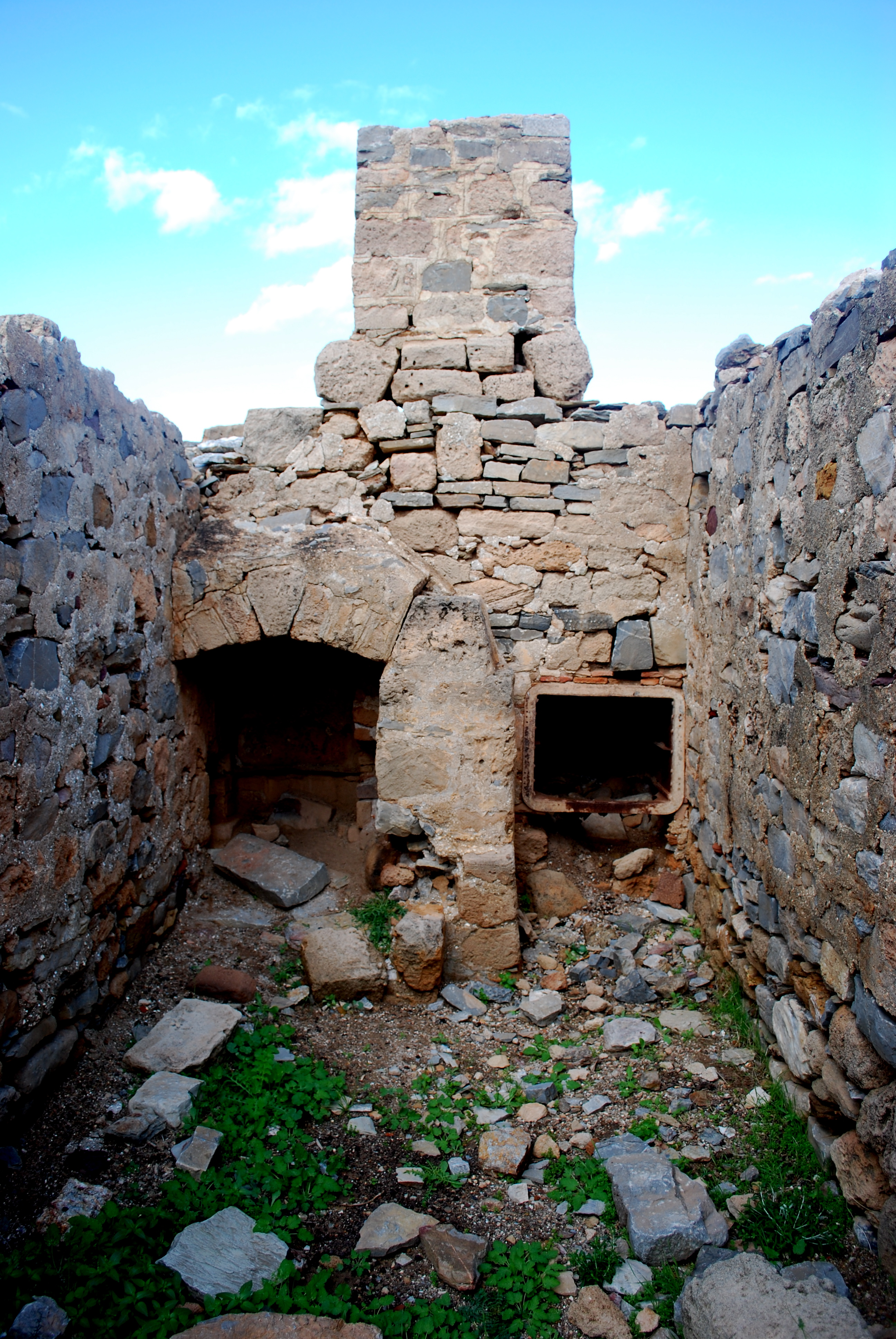
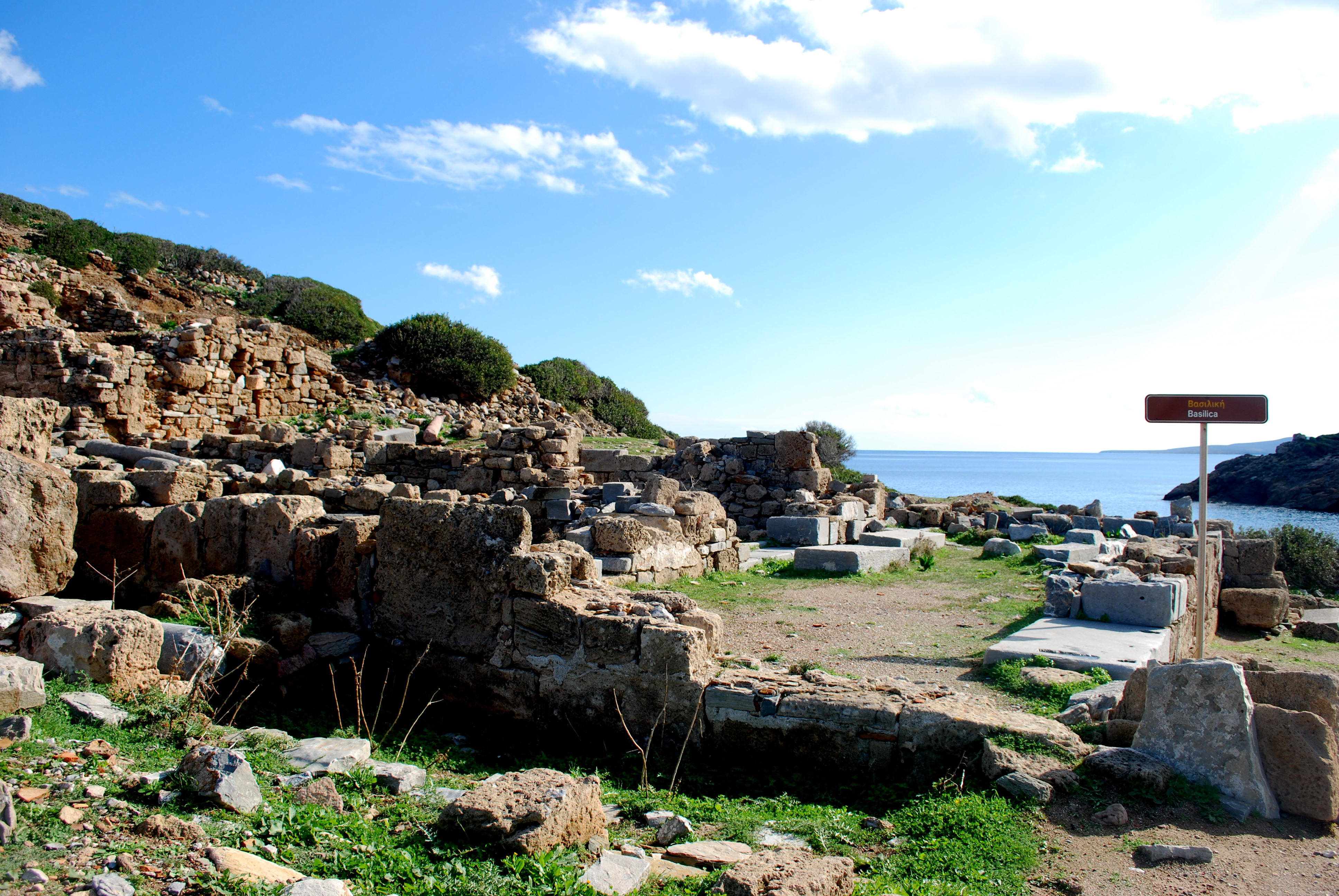
Basílica
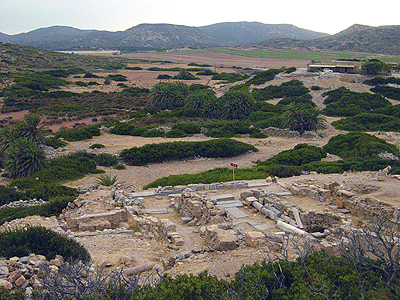
Vistes des de la Basílica
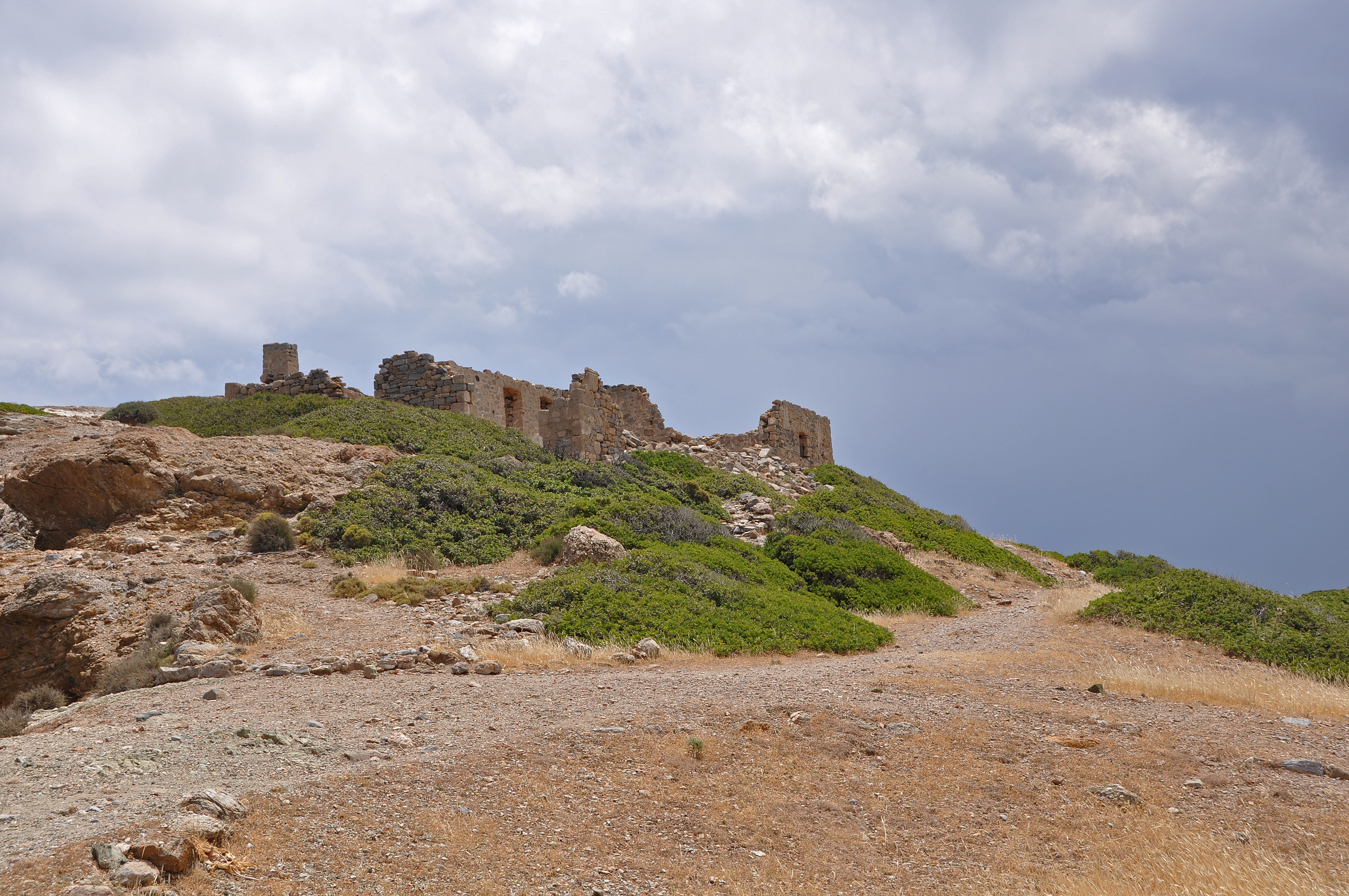
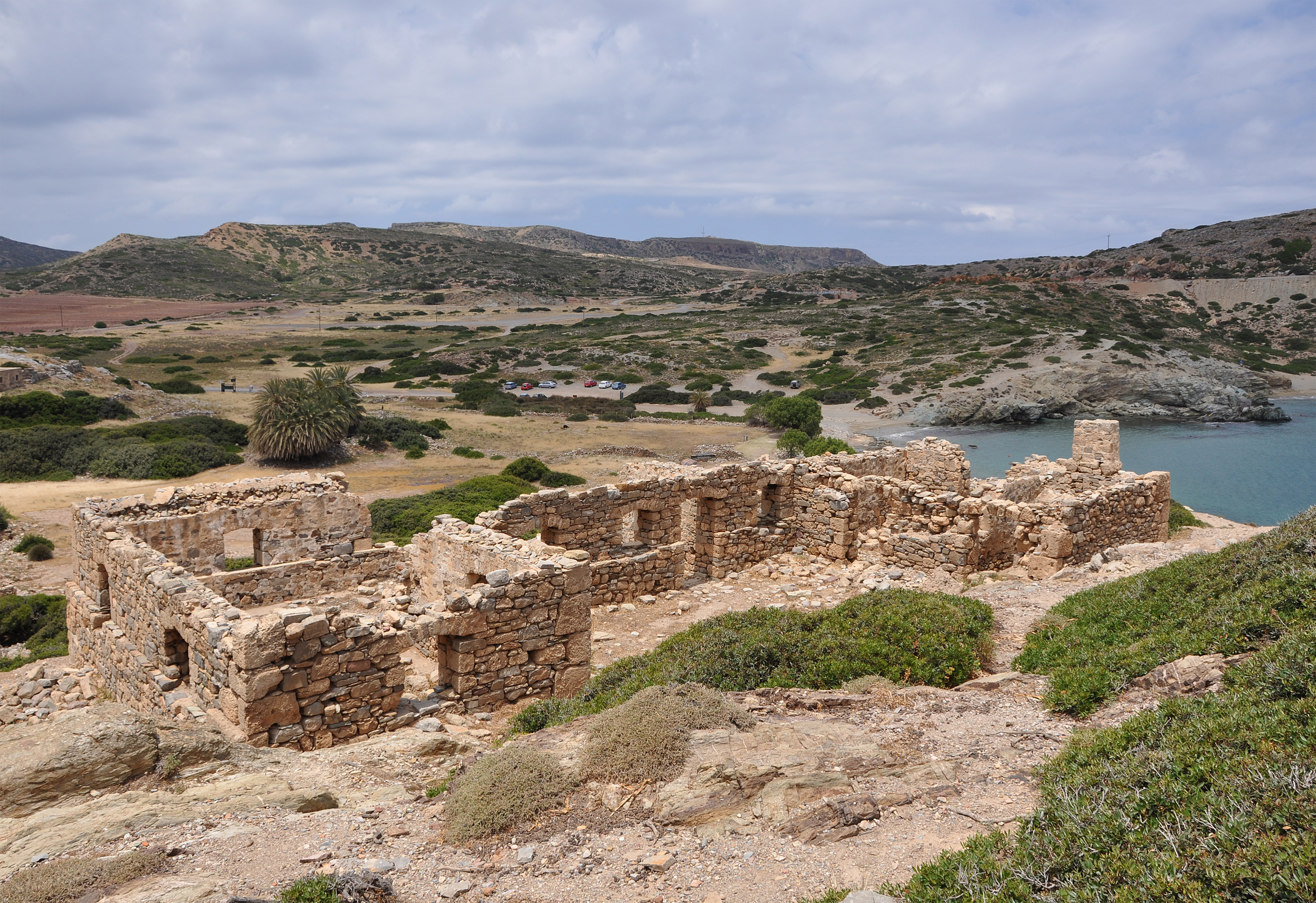
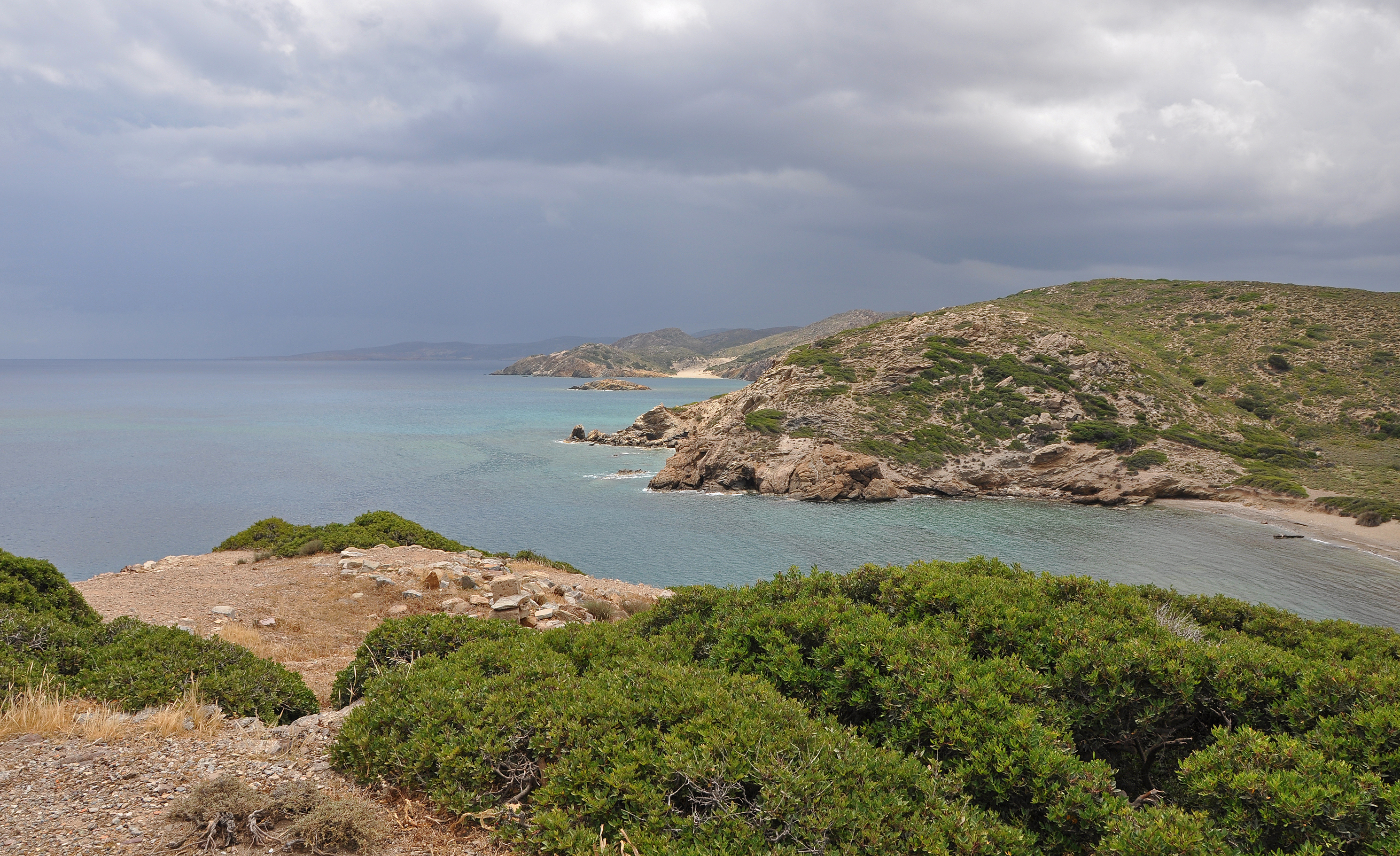
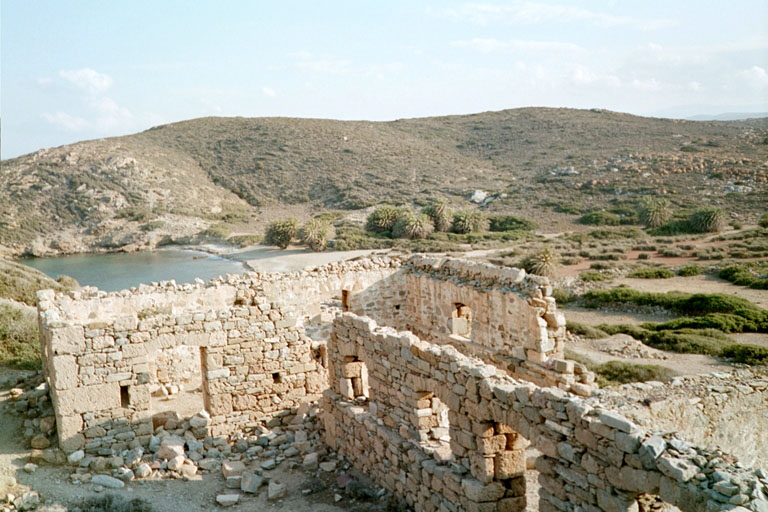
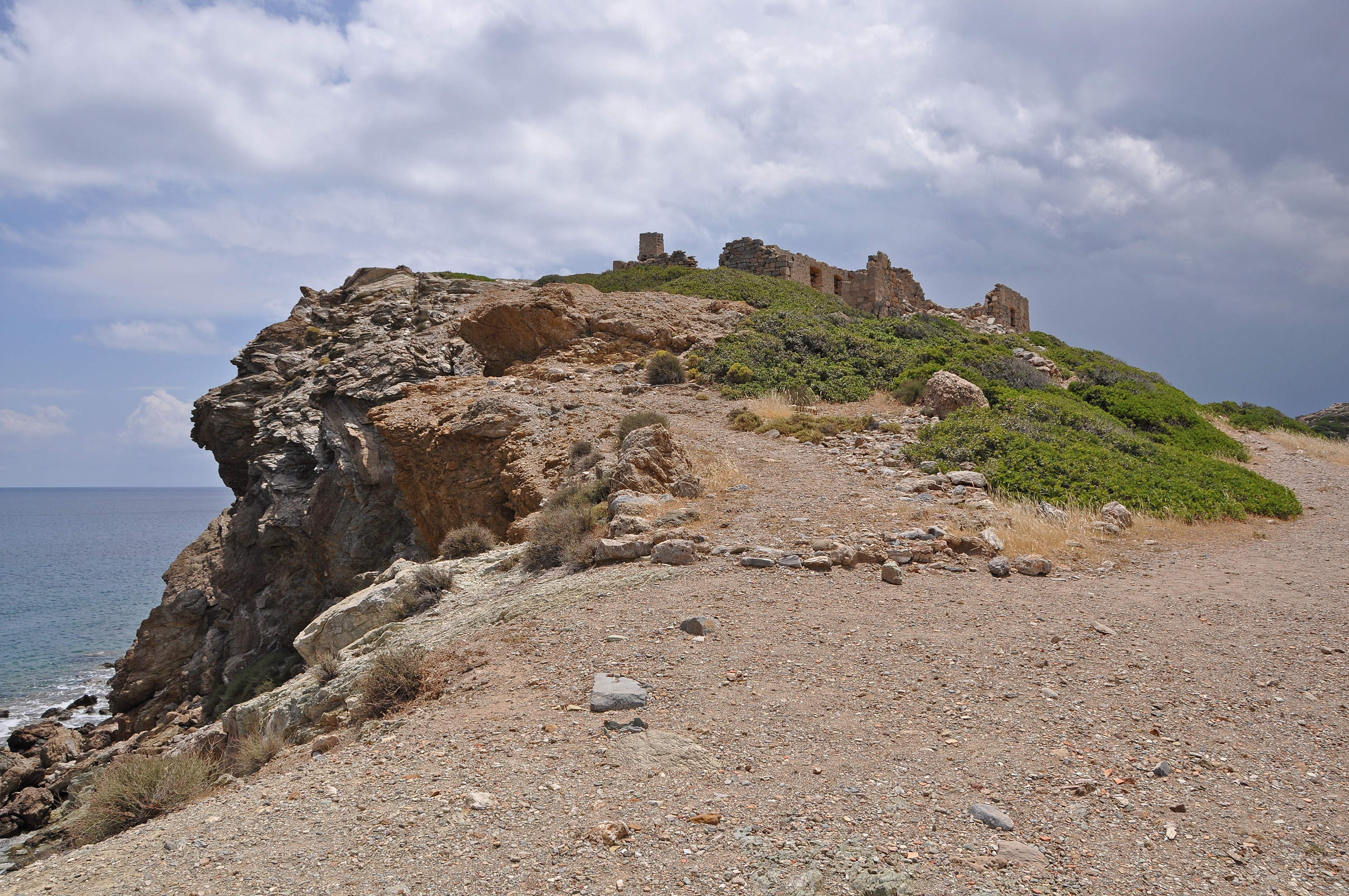